# Garibaldo II de Baviera
Garibaldo II de Baviera (585-640), hijo de Tasilón de Baviera,  fue duque de Baviera de la dinastía Agilolfinga desde el 610 hasta su muerte.Estuvo casado con Geila, hija de Gisolfo II de Friuli.
Los sucesores de Garibaldo no están íntegramente documentados. La tradición bávara dice que quienes sucedieron a Garibaldo fueron Teodón I y Lamberto I. Otras tradiciones escritas, reportan otros nombres entre ellos una Fara, nombrada regente en nombre de su hijo Teodón II. Esta incertidumbre se prolonga alrededor de 50 años entre Garibaldo II y su sucesor más conocido: Teodón II de Baviera.
| Predecesor: Tasilón | Duque de Baviera 610 – 630 | Sucesor: Gobernantes desconocidos hasta Teodón II |

- Datos: Q819560